# Justice to Believe/アオイイロ
「Justice to Believe/アオイイロ」（ジャスティス･トゥ･ビリーブ/アオイイロ）は、日本の声優・水樹奈々の14枚目のシングル。2006年11月15日にキングレコードMM制作部（キングレコード）から発売された。

## 解説
水樹奈々としての両A面シングルは2002年発売の『suddenly 〜巡り合えて〜/Brilliant Star』以来4年ぶり。
『A&Gメディアステーション こむちゃっとカウントダウン』で最多の22週登場（2006年11月25日第216回 - 2007年4月21日第237回）を果たし、獲得ポイントは1690と歴代1位で、この作品以前に歴代1位だった堀江由衣の『ヒカリ』の1630を上回った。ちなみに2位は『MASSIVE WONDERS』の1660であり、1位と2位を独占している（2012年1月現在）。ちなみに、登場22週目には次作である『SECRET AMBITION』がチャートインしている。
収録曲のうち、「Justice to Believe」は2007年発表の第1回声優アワードで、水樹奈々が歌唱賞受賞曲となった。「Justice to Believe」は、ゲームのサウンドトラックである『WILD ARMS the Vth Vanguard ORIGINAL SCORE Vol.1』にゲームのオープニングサイズの「Justice to Believe（ver.Beginning）」が、『WILD ARMS the Vth Vanguard ORIGINAL SCORE Vol.2』にゲームの最後の戦闘で流されるアレンジバージョン「Justice to Believe（ver.Ground Zero）」が、それぞれ収録されている。「Justice to Believe（ver.Ground Zero）」は間奏部分など、ベストアルバム『THE MUSEUM』に収録されている「Justice to Believe（MUSEUM STYLE）」の方に近い。
曲のイメージカラーは赤。

## 収録曲
1. Justice to Believe [5:02]
作詞：水樹奈々、作曲・編曲:上松範康（Elements Garden）
  - PS2用ゲーム『WILD ARMS the Vth Vanguard』オープニングテーマ
  - ベストアルバム『THE MUSEUM』にMUSEUM STYLE版が収録
2. アオイイロ [4:24]
作詞：Bee'、作曲・編曲:AGENT-MR
  - テレビ東京『うぇぶたま』エンディングテーマ
  - アルバム『GREAT ACTIVITY』に収録
3. Justice to Believe （without NANA）
4. アオイイロ （without NANA）

## PV
収録曲2曲ともPVが制作されており、どちらもPV集DVD『NANA CLIPS 4』に収録されている。